# Conus frisbeyae
Conus frisbeyae é uma espécie de gastrópode do gênero Conus, pertencente a família Conidae.